# Seigneulles
Seigneulles és un municipi francès situat al departament del Mosa i a la regió del Gran Est. L'any 2007 tenia 191 habitants.

## Demografia

### Població
El 2007 la població de fet de Seigneulles era de 191 persones. Hi havia 68 famílies, de les quals 12 eren unipersonals (4 homes vivint sols i 8 dones vivint soles), 20 parelles sense fills, 28 parelles amb fills i 8 famílies monoparentals amb fills.
La població ha evolucionat segons el següent gràfic:
Habitants censats

### Habitatges
El 2007 hi havia 89 habitatges, 72 eren l'habitatge principal de la família, 5 eren segones residències i 13 estaven desocupats. 87 eren cases i 2 eren apartaments. Dels 72 habitatges principals, 70 estaven ocupats pels seus propietaris, 1 estava llogat i ocupat pels llogaters i 1 estava cedit a títol gratuït; 1 tenia una cambra, 5 en tenien dues, 13 en tenien tres, 20 en tenien quatre i 33 en tenien cinc o més. 65 habitatges disposaven pel capbaix d'una plaça de pàrquing. A 27 habitatges hi havia un automòbil i a 39 n'hi havia dos o més.

### Piràmide de població
La piràmide de població per edats i sexe el 2009 era:
| Homes | Edats   | Dones |
| ----- | ------- | ----- |
| 0     | 95 o +  | 0     |
| 0     | 90 a 94 | 0     |
| 0     | 85 a 89 | 4     |
| 0     | 80 a 84 | 0     |
| 0     | 75 a 79 | 4     |
| 0     | 70 a 74 | 0     |
| 12    | 65 a 69 | 4     |
| 4     | 60 a 64 | 8     |
| 4     | 55 a 59 | 8     |
| 8     | 50 a 54 | 4     |
| 12    | 45 a 49 | 12    |
| 8     | 40 a 44 | 4     |
| 8     | 35 a 39 | 8     |
| 4     | 30 a 34 | 8     |
| 8     | 25 a 29 | 4     |
| 4     | 20 a 24 | 0     |
| 12    | 15 a 19 | 20    |
| 4     | 10 a 14 | 16    |
| 8     | 5 a 9   | 0     |
| 8     | 0 a 4   | 8     |

## Economia
El 2007 la població en edat de treballar era de 124 persones, 99 eren actives i 25 eren inactives. De les 99 persones actives 90 estaven ocupades (48 homes i 42 dones) i 9 estaven aturades (5 homes i 4 dones). De les 25 persones inactives 9 estaven jubilades, 10 estaven estudiant i 6 estaven classificades com a «altres inactius».

### Ingressos
El 2009 a Seigneulles hi havia 75 unitats fiscals que integraven 206,5 persones, la mediana anual d'ingressos fiscals per persona era de 18.202 €.

### Activitats econòmiques
Dels 4 establiments que hi havia el 2007, 1 era d'una empresa de fabricació d'altres productes industrials, 1 d'una empresa de construcció i 2 d'empreses de comerç i reparació d'automòbils.
L'únic servei als particulars que hi havia el 2009 era un guixaire pintor.
L'any 2000 a Seigneulles hi havia 14 explotacions agrícoles que ocupaven un total de 1.270 hectàrees.

## Poblacions més properes
El següent diagrama mostra les poblacions més properes.